# ホルヘ・バサドレ郡
ホルヘ・バサドレ郡（スペイン語: Provincia de Jorge Basadre）はペルーのタクナ県にある4つの郡のうちの1つである。郡都はロクンバである。法律24799号によって1988年4月21日に設立され、歴史家のホルヘ・バサドレ・グロマン（Jorge Basadre Grohmann）にちなみ、名づけられた。

## 地区
ホルヘ・バサドレ郡には3つの地区があり、それぞれ首長（alcalde）が治めている。
- イラバジャ地区（スペイン語版） (Ilabaya)
- イテ地区（スペイン語版） (Ite)
- ロクンバ地区（スペイン語版） (Locumba)

## 主な観光地
- イテ湿地帯
- 砂漠と海の博物館
- ロクンバ渓谷
- ロクンバの聖域